# Antarctospira falklandica
Antarctospira falklandica é uma espécie de gastrópode do gênero Antarctospira, pertencente à família Borsoniidae.